# Enceinte d'Avesnes-sur-Helpe
L'enceinte d'Avesnes-sur-Helpe est un ancien ensemble de fortifications qui protégeait la ville d'Avesnes-sur-Helpe, dans le département français du Nord.

## Historique
Les fortifications ont été protégés à de multiples reprises au titre des monuments historiques : inscription par arrêté du 15 mai 1944 pour la porte de Mons, classement par arrêté du 23 juin 1981 pour les restes du donjon et inscription par arrêté du 23 juin 1995 pour divers autres éléments des fortifications,.

## Vestiges

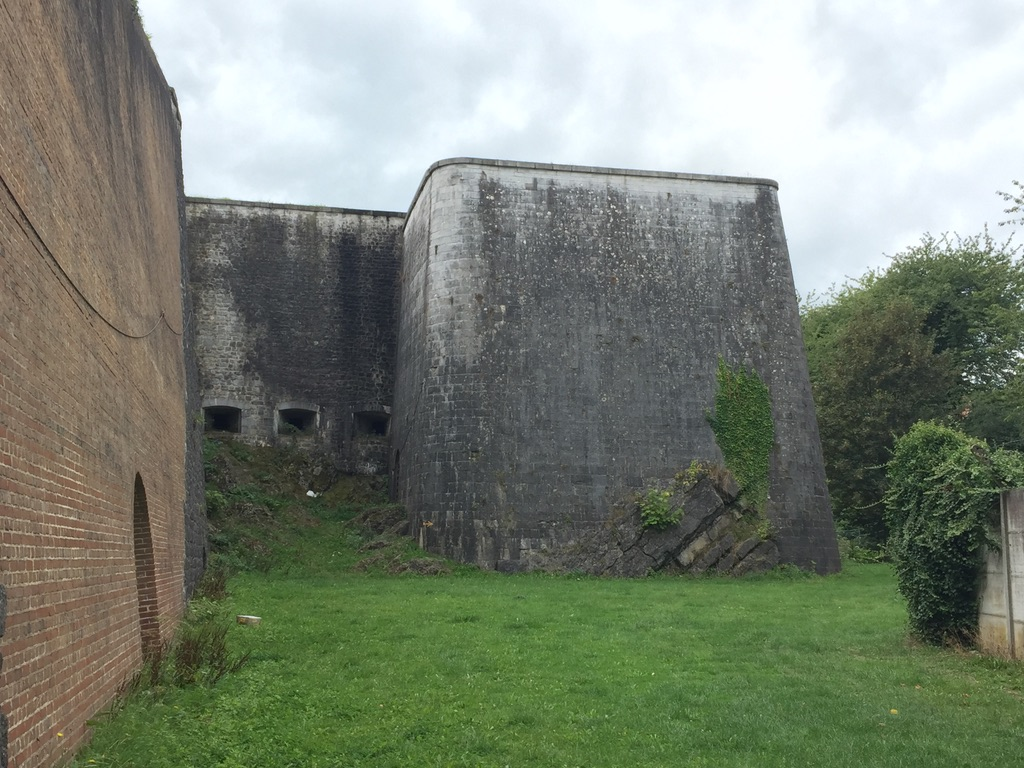
Le bastion de la reine.

Une partie de l'enceinte est préservée comprenant :
- le bastion de la Reine ;
- le bastion Saint-Jean ;
- la batterie casematée du XIXe siècle ;
- la demi-lune entre les bastions de Cambrai et de France (actuellement devant la batterie casematée) ;
- une autre demi-lune entre les bastions de France et Saint-Jean ;
- la porte de Mons ;
- l'écluse du pont des dames.